# Hallett Ridge
Koordinaten: 71° 15′ S, 176° 50′ O
Hallett Ridge ist eine Tiefseerücken im Südlichen Ozean nordöstlich des ostantarktischen Viktorialands.
Die durch das Advisory Committee on Undersea Features im September 1997 bestätigte Benennung erfolgte auf Vorschlag von Steven C. Cande von der Scripps Institution of Oceanography und orientiert sich an der Benennung der Hallett-Halbinsel sowie des Kap Hallett. Deren Namensgeber ist Thomas Rawe Hallett († 1845), ein Schiffsoffizier bei der britischen Antarktisexpedition (1839–1843) unter der Leitung von James Clark Ross.